# Trachylepis affinis
Espèce
Synonymes
- Tiliqua affinis Gray, 1838
- Mabuya affinis (Gray, 1838)
- Euprepis blandingii Hallowell, 1844
- Mabuya blandingii (Hallowell, 1844)
- Eupretes raddoni Gray, 1845
- Mabuia raddoni (Gray, 1845)
- Euprepes aeneofuscus Peters, 1864
- Euprepes gracilis Bocage, 1872
- Eupretes stangeri Müller, 1882
- Euprepes pantaenii Fischer, 1885

Trachylepis affinis est une espèce de sauriens de la famille des Scincidae,. Communément, il est appelé Mabouya du Sénégal.

## Description
Ce lézard, assez effilé, est de taille moyenne : adultes jusqu’à 20 cm pour une longueur museau-cloaque jusqu’à 8 cm. La tête est couverte de plaques symétriques ; la pupille est ronde ; et l’ouverture tympanique bien visible. La queue mesure 1,7 à 2,2 fois plus que le reste du corps. La face dorsale est uniformément brune ou tachetée de noir et parfois de quelques points blancs. Sur les flancs, une bande sombre part de l’avant de l'œil et se prolonge sur le reste du corps. Possiblement, une bande claire se trouve juste sous la première. La face ventrale est blanchâtre à jaunâtre. Cette espèce diurne qui vit sur le sol et la partie basse des arbres. Elle est très commune dans sa zone de répartition. 
Il y a de nombreuses autres espèces de lézards du genre Trachylepis sp.. Ce sont des lézards graciles, dont les membres sont longs : ceux antérieurs ramenés vers l’arrière le long du corps chevauchent nettement ceux postérieurs ramenés vers l’avant.  

## Répartition et habitat
Cette espèce se rencontre en Angola, au Gabon, en Guinée équatoriale, au Cameroun, au Nigeria, au Togo, au Bénin, au Ghana, en Côte d'Ivoire, au Liberia, au Sierra Leone, en Gambie, en Guinée, en Guinée-Bissau, au Sénégal, au Burkina Faso, au Niger, au Tchad, en République centrafricaine et à Principe. Sa présence est incertaine en république démocratique du Congo et en république du Congo.

## Publication originale
- Gray, 1839 "1838" : Catalogue of the slender-tongued saurians, with descriptions of many new genera and species. Annals and Magazine of Natural History, sér. 1, vol. 2, p. 287-293 (texte intégral).